# Kreisgericht Salzwedel (Preußen)
Das Kreisgericht Salzwedel war von 1849 bis 1879 ein preußisches Kreisgericht mit Sitz in Salzwedel. 

## Geschichte
In Salzwedel bestand seit der Rückkehr nach Preußen das Land- und Stadtgericht Salzwedel sowie Patrimonialgerichte. Die „Verordnung über die Aufhebung der Privatgerichtsbarkeit und des eximierten Gerichtsstandes sowie über die anderweitige Organisation der Gerichte“ vom 2. Januar 1849 hob die Patrimonialgerichtsbarkeit auf. Gleichzeitig wurde das Appellationsgericht Magdeburg geschaffen, dem Kreisgerichte, darunter das Kreisgericht Salzwedel zugeordnet waren. Sein Sprengel umfasste den größten Teil des Landkreises Salzwedel mit der Stadt Salzwedel. Der Sprengel umfasste 39.273 Gerichtseingesessene. Schwurgerichtsangelegenheiten wurden beim Kreisgericht Stendal behandelt. Eine Gerichtskommissionen wurde in Beetzendorf eingerichtet.
Mit den Reichsjustizgesetzen wurden die Gerichte im Deutschen Reich vereinheitlicht. Das Kreisgericht Salzwedel wurde 1879 aufgehoben. Neu eingerichtet wurde nun das Amtsgericht Salzwedel im Bezirk des Landgerichtes Stendal.

## Gerichtskommission Beetzendorf
Der Sprengel der Gerichtskommission Beetzendorf umfasste die Orte Beetzendorf, Ahlum, Audorf, Groß- und Klein-Apenburg, Gemeinde und Gut, Bandau, Gemeinde und Güter, Groß- und Klein Wohlgemuth, Groß- und Klein-Bierstedt, Bornsen, Cheinitz, Darnebeck, Drebenstedt, Gladdenstedt, Groß- und Klein-Gischau, Hanum, Hohen-Henningen, Hohengrieben, Hohentramm, Jeeben, Jübar, Käcklitz, Lüdelsen, Gemeinde und Vorwerk, Mellin, Neuemühle, Groß- und Klein-Wismar, Nettgau, Neuendorf, Püggen, Poppau, Rittleben, Rohrberg, Siedengrieben, Stapen, Siedentramm, Stöckheim, Tangeln, Rieps, Wüllmersen und Zethlingen.
Die Gerichtskommission Beetzendorf wurde 1879 aufgehoben und das Amtsgericht Beetzendorf gebildet.